# Karosa LC 956
Karosa LC 956 je model dálkového autobusu, který vyráběla společnost Karosa Vysoké Mýto v letech 2001 až 2006 (od roku 2003 v upravené verzi LC 956E). Jedná se o nástupce vozu LC 936.

## Konstrukce
LC 956 konstrukčně vychází z předchozího modelu LC 936. Je to dvounápravový autobus s polosamonosnou karoserií a motorem umístěným za zadní nápravou. Karoserie byla nejdříve smontována do základního skeletu, poté prošla kataforetickou lázní, olakováním a oplechováním. Hnací zadní náprava pochází od firmy Meritor, přední s hydraulickým posilovačem řízení je značky RI. Polohovatelné sedačky pro cestující jsou rozmístěny 2+2 se střední uličkou a nacházejí se na vyvýšených podestách – díky tomu mohl být rozšířen zavazadlový prostor pod podlahou mezi nápravami na 7 m³. V pravé bočnici jsou umístěny dvoje jednokřídlé výklopné dveře (první před přední nápravou, druhé za zadní nápravou). Vedle řidiče může být umístěno sklopné sedadlo pro vedoucího zájezdu. V základní výbavě vozu je klimatizace, na přání může být v autobuse namontována např. lednička nebo kávovar. Zajímavostí je, že vůz používá kompletní přední světlomety původně vyvinuty v roce 1988 pro automobily BMW.
Od roku 2003 byly vyráběny pouze modifikované vozy LC 956E. Tato modernizace se týkala především technických záležitostí (např. nová přední náprava s kotoučovými brzdami).

## Výroba a provoz
Autobusy LC 956 byly vyráběny v období let 2001 a 2006. V roce 2003 došlo k dílčí inovaci a vyráběné vozy byly od té doby označovány jako LC 956E. Celkem bylo vyrobeno 181 kusů autobusů LC 956 a LC 956E.
Typ LC 956, jakožto přímý nástupce LC 936, je určen pro dálkové meziměstské linky a delší zájezdy. Většina těchto vozů je dosud v provozu.